# 열용량
열용량(熱容量, 영어: Heat capacity, C)은 그 물질의 온도를 1도 높이는 데 드는 열량이라고 한다.
열용량은 비열용량(Specific heat capacity)과 별개의 것이다. 비열용량(비열)은 그 물질의 1g당 1도를 올리기 위한 에너지의 양이지만 열용량은 그 물질 전체질량이 1도 올리기위한 에너지의 양이다. 같은 물질이라도 이는 양에 따라 차이가 나는데, 예를 들어 큰 욕조의 물이 컵의 물보다 열용량이 크다.
열용량의 단위는 J K–1 (or J/K)이다.

## 개요
어떤 물체의 온도를 1K만큼 올리는 데 필요한 열량을 그 물체의 열용량이라고 한다. 예를 들면, 물 200g의 열용량은 물 100g의 열용량의 2배이다. 특히 1g의 물질의 열용량은 그 물질의 비열이라고 한다. 즉 1g의 물질의 온도를 1K만큼 올리는 데 필요한 열량이 그 물질의 비열이다. 열용량은 질량에 비례하므로 어떤 물체의 비열을 알고 있으면, 일반적으로 열용량은 (열용량)=(질량)×(비열)이라는 관계에 의해서 계산할 수 있다. 또 물체를 어떤 온도까지 상승시키는 데 필요한 열량은 그 온도의 크기에 비례한다. 예를 들면, 온도를 5K까지 올리는 데 필요한 열량은 1K만큼 올리는데 필요한 열량의 5배가 된다. 따라서 일반적으로 어떤 질량의 물체를 어떤 온도만큼 올리는 데 필요한 열량은, (열량)=(질량)×(비열)×(온도차)의 관계로 주어진다. 같은 물체가 어떤 온도만큼 낮아졌을 때 상실된 열량도 위의 관계로 계산할 수 있다. 온도가 다른 두 물체를 접촉시켜서 열평형 상태가 되었을 때 고온의 물체의 상실된 열량은 저온의 물체가 얻은 열량과 같다. 이것은 열량 보존의 법칙이라고 한다.

## 열용량의 정의
열용량의 수학적인 정의는 물체의 미소온도(dT)를 올리기 위해 더해진 미소 열량(dQ)의 비율이다.
{\displaystyle C=\left({\frac {\delta Q}{dT}}\right)_{cond.}=T\left({\frac {dS}{dT}}\right)_{cond.}}
2차원 이상의 열역학계에서는 위의 식 혼자 쓰이지 않고, 특정 경로가 아니라 전체 계로 정의된다. 이것을 이용해 물체가 늘어나거나 접촉함으로써 열이 운동에너지와 퍼텐셜에너지로 저장되는 것을 설명할 수 있다.
실제 전체 계에서, 변화의 경로는 반드시 양함수로 정의되고, 열용량의 값은 한 온도에서 다른 온도로의 경로에 의존한다. 만약, 특정 값이 상수로 주어진다면, 아래와 같이 정의된다.

## 압축할 수 있는 물체의 열용량
부피가 일정할 때 CV, 압력이 일정할 때 CP이며 정의는 다음과 같다.
질량을 바꿀 수 있는 간단한 압축할 수 있는 물체의 상태는 온도 T와 압력 p라는 두 열역학 상수로 묘사할 수 있다. 위에서 언급한
듯이, 부피상수에서의 열용량, {\displaystyle C_{V}} 와 압력상수에서의 열용량 {\displaystyle C_{P}}는
{\displaystyle C_{V}=\left({\frac {\delta Q}{dT}}\right)_{V}=T\left({\frac {\partial S}{\partial T}}\right)_{V}}
{\displaystyle C_{p}=\left({\frac {\delta Q}{dT}}\right)_{p}=T\left({\frac {\partial S}{\partial T}}\right)_{p}}
이때,
{\displaystyle \delta Q}는 더해진 열의 미소량이고
{\displaystyle dT}는 그에 따라 올라가는 온도이다.
내부에너지의 증가량은 열에 의한 것과 일에 의한 것이다.
{\displaystyle dU=T\,dS-p\,dV}
따라서 부피가 일정할 때 열용량은
{\displaystyle C_{V}=\left({\frac {\partial U}{\partial T}}\right)_{V}}
엔탈피는 다음과 같이 정의되므로, 엔탈피의 증가량은
H = U + pV
{\displaystyle dH=dU+(pdV+Vdp)\!}
이때, 내부에너지의 증가량에 앞서 구한 식을 대입하면,
{\displaystyle dH=T\,dS+V\,dp.}
따라서 압력이 일정할 때 열용량은
{\displaystyle C_{p}=\left({\frac {\partial H}{\partial T}}\right)_{p}.}

이 마지막 "정의"는 순환적으로, "엔탈피"의 개념에서 압력이 일정할 때, 흡수되거나 생산된 열을 측정하기 위해 만들어졌다. 따라서 부피-볼륨에 대한 열용량은 엔탈피에 의해 정의된 것이므로, 이를 알기 위해서는 엔탈피를 먼저 정의하고 알아야 한다.

## 같이 보기
- 비열용량